# 格吕辛
格吕辛（德語：Glüsing）是德国石勒苏益格－荷尔斯泰因州的一个市镇。总面积4.69平方公里，总人口113人，其中男性64人，女性49人（2011年12月31日），人口密度24人/平方公里。